# Imre Nyéki
Imre Nyéki, né le 1er novembre 1928 à Szerep et mort le 27 mars 1995 à Budapest, est un nageur hongrois spécialiste des épreuves de nage libre.

## Palmarès

### Jeux olympiques
- Jeux olympiques de 1948 à Londres (Grande-Bretagne) :
  -  Médaille d'argent du 4 × 200 m nage libre[1].

### Championnats d'Europe
- Championnats d'Europe 1947 à Monte Carlo (Monaco)
  -  Médaille de bronze du 4 × 200 m nage libre
- Championnats d'Europe 1954 à Turin (Italie)
  -  Médaille d'or du 100 m nage libre
  -  Médaille d'or du 4 × 200 m nage libre
- Championnats d'Europe 1958 à Budapest (Hongrie)
  -  Médaille de bronze du 4 × 200 m nage libre